# Теулада (Италия)
 Тази статия е за италианското градче.  За други значения вижте Теулада.  
Теула̀да (на италиански и на сардински: Teulada) е малко градче и община в Южна Италия, провинция Южна Сардиния, автономен регион и остров Сардиния. Разположено е на 50 m надморска височина. Населението на общината е 3793 души (към 2010 г.).